# Accurate Records
Accurate Records ist ein US-amerikanisches Jazz-Label aus Somerville, Massachusetts, auf dem vorrangig Musik aus dem Raum Boston erscheint.

## Geschichte
Accurate wurde Mitte 1987 von Russ Gershon, dem Leiter des Either/Orchestra, gegründet, auf dem auch die ersten Aufnahmen der Formation erschienen (Dial „E“ for Either/Orchestra). Es folgten Produktionen u. a. von Charlie Kohlhase und Dominique Eade sowie des Rocktrios Morphine auf dem Sublabel Accurate Distortion. Auf Accurate erschien 1995 das Debütalbum des Trios Medeski, Martin & Wood, Notes from the Underground. In den 1990er-Jahren folgten u. a. Aufnahmen von Ken Schaphorst, Frank Carlberg, Garrison Fewell, Joe Gallant, Rudresh Mahanthappa und Marcus Rojas, in den 2000ern von Allan Chase, Pandelis Karayorgis, Bill Anschell und Josh Roseman.

## Musiker und Musikgruppen
Die nachfolgende Auswahl an Musikern und Musikgruppen veröffentlichten diverse Tonträger auf dem Label Accurate Records.
- Agachiko
- Allan Chase
- Alloy Orchestra
- Asa Brebner
- Bert Seager Trio
- Bill Anschell
- Billy Skinner Double Jazz Quartet
- Bob Nieske
- Boston Art Quartet
- Bourbon Princess
- Brass Roots
- Brian Carpenter’s Ghost Train Orchestra
- Brian McCree
- Caleb Sampson
- Carrie Coltrane
- Charlie Kohlhase Quintet
- Club D'Elf
- Consuelo-Jon Quintet
- Darrell Katz & JCAO
- Dave Bryant
- David Rothenberg
- Dennis Warren
- Dominique Eade
- Don Houge
- Either Orchestra
- Emery Davis Quartet
- Eric Pakula
- Fire in the Boathouse
- Frank Carlberg
- Garrison Fewell
- Greg Burk
- Grismore
- Henry Cook
- Howard Prince
- Hummer
- Jacob Fred Jazz Odyssey
- Jacques Chanier
- Jay Brandford Septet
- Jazz Mandolin Project
- Jeff Friedman
- Jimmy Weinstein Group
- Joe Gallant & Illuminati
- Josh Roseman
- Ken Schaphorst
- Klezwoods
- Lello Molinari Quintet
- Made in the Shade
- Mandala Octet
- Medeski Martin & Wood
- Michael Shea
- Morphine
- Natraj
- Oversize Quartet
- Pandelis Karayorgis
- Pascal Bokar
- Plunge
- Rick McLaughlin Trio
- Salim Washington & RBA
- So-Called Jazz Sextet
- Spanish Fly
- Stephan Crump
- The Mandala Octet
- Vox One
- Warren Senders & Antigravity
- Willie Loco Alexander